# Moris design
MORIS design s.r.o. je česká firma na poli instore designu, brandingu a POS materiálů. Majitelem společnosti je Radomír Klofáč.
Od roku 2012 prováděla rebranding řetězce Teta drogerie.

## Historie
Firma má své kořeny v roce 1990, kdy začala vyrábět interiérové vybavení ze skla a kovu. V roce 1997 vznikl projekt MORIS-Městské ORientační Systémy a první realizace na poli signmakingu, zároveň došlo k faktickému založení firmy MORIS design. V roce 2004 se sídlo firmy přesunulo z pražských Vinohrad do nové výrobní pobočky v Praze–Nuslích. V roce 2006 obdržela firma za svou realizaci první Zlatou korunu v soutěži POPAI Central Europe. V době ekonomické krize firma zvolila strategii nepropouštět zaměstnance, naopak je začala školit a rozvíjej jejich kvality. Investovala také do nového vybavení a techniky. Následně za tento přístup byla oceněna cenou „Krizi navzdory“ od Hospodářské komory České republiky.

## Největší rebranding v České republice
Doposud největším rebranding v České republice byl proveden firmou MORIS design pro zadavatele p.k.Solvent s.r.o, konkrétně pro jejich řetězec drogérií Teta. Vývoj rebrandingu trval osm měsíců a samotná realizace probíhala od roku 2013. Firma Moris design za tuto realizaci obdržela významná ocenění na poli marketingu, včetně Effie Awards, Popai Awards a Marketér roku.